# Freijó
Cordia goeldiana é uma árvore da família Boraginaceae, nativa da América do Sul. Possui diversos nomes populares tais como: freijó, frei-jorge, freijó-branco, freijó-preto, freijó-rajado, freijó-verdadeiro, louro-freijó, brazilian-walnut (USA), laurel-blanco (América Latina), salmwood (UK).

## Ocorrência
Na Guiana Francesa e no Brasil, na floresta amazônica, em regiões de matas altas de terra firme, com maior ocorrência no estado do Pará, encontra-se também nos estados do Acre, do Amapá, de Rondônia, do Maranhão, do Tocantins e do Mato Grosso.

## Características

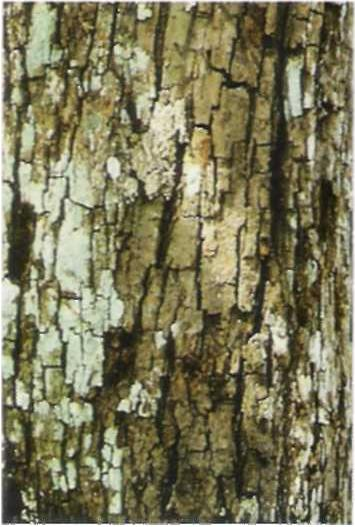
casca

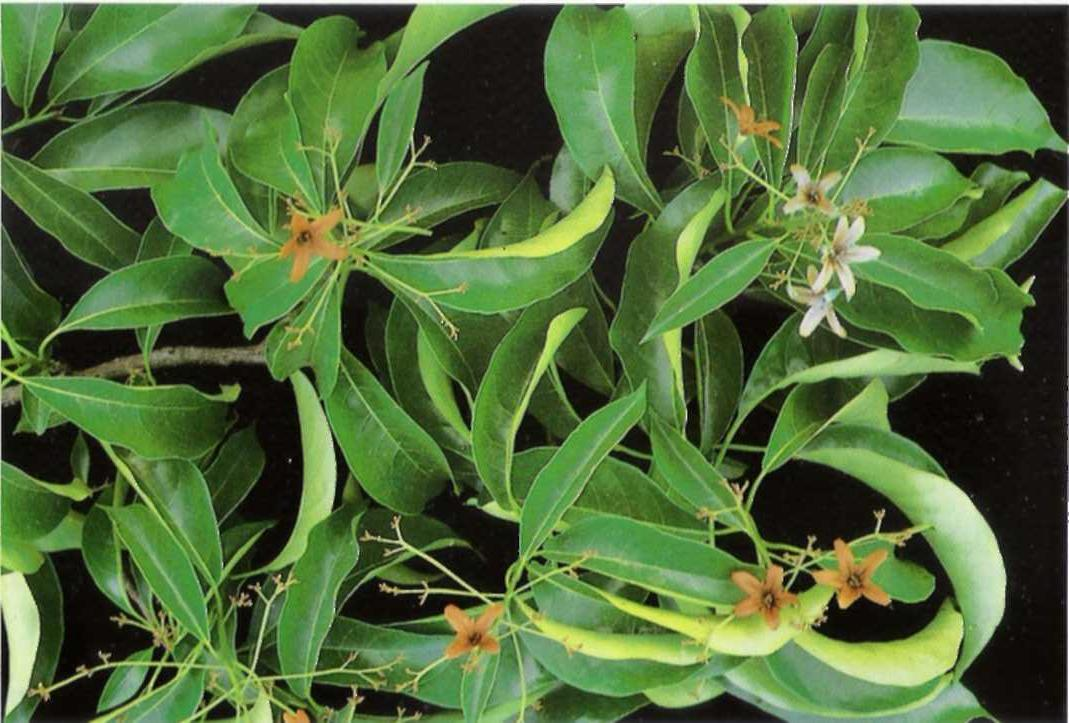
folhas

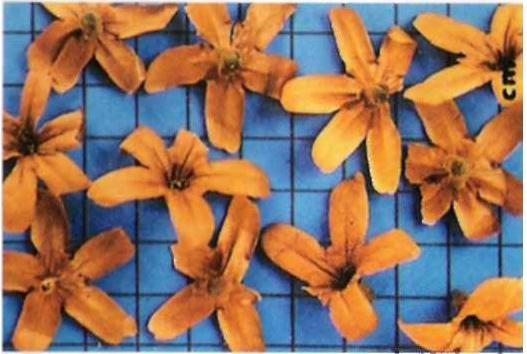
flores

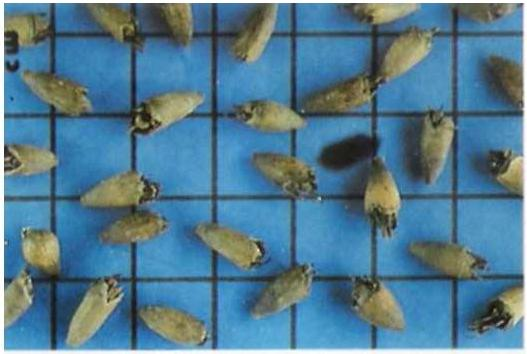
frutos

Árvore de grande porte com altura entre 7,0m e 26,5m, com diâmetro entre 0,45 m e 0,61 m, sendo:
- Caule reto, cilíndrico, com casca fendilhada e escamosa, muito grossa, soltando placas e com copa irregular de raio superior a 5,0m.
- Folha do tipo simples, foliácea, glabra, com formato oblongo/obavado, tamanho médio (5,5x11,0)cm, de inserção alternada.
- Flor do tipo tubulosa, com cálice pubérulo; corola com Iacinias elípticas; de coloração branca durante floração e castanha durante frutificação, cada uma com 5 estames (pétalas), tamanho 3 cm, estruturada em cachos.
- Fruto do tipo seco, coloração castanho-acinzentada, tamanho 2 cm, formato em estilete que lembra um paraquedas, planando facilmente; de periodicidade anual. A quebra natural dos frutos é de cerca de 3 meses, sendo a quebra da câmara em torno de 12 meses. Tendo um quilograma de fruto cerca de 37.000 sementes.

## Madeira

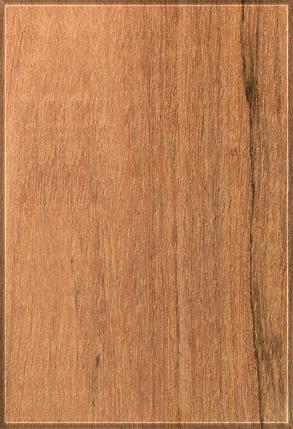
face tangencial - corte tabuado

### Características Gerais
Características sensoriais: cerne e alburno distintos pela cor, cerne castanho-claro-amarelado, uniforme podendo apresentar manchas e estrias enegrecidas e paralelas; superfície lustrosa, moderadamente áspera ao tato, acentuadamente nas faces radiais; cheiro peculiar pouco acentuado e gosto imperceptível; grã direita; textura média; densidade baixa, moderadamente pesada.
Descrição anatômica macroscópica:
- Parênquima axial: invisível, mesmo sob lente, às vezes paratraqueal, vasicêntrico e aliforme escassos, ocasionalmente marginal em linhas curtas irregulares.
- Raios: visíveis a olho nu no topo e na face tangencial, médios, muito poucos.
- Vasos: visíveis a olho nu, pequenos a grandes, muito pouco a poucos, porosidade difusa; às vezes orientados tangencialmente; solitários de múltiplos de 2 a 4; obstruídos por tilos.
- Camadas de crescimento: distintas individualizadas zonas fibrosas tangenciais mais escuras e pelo arranjo tangencial dos vasos.

Trabalhabilidade: é uma madeira fácil de serrar, aplainar e colar; proporciona superfície de acabamento lisa.
Secagem: ao ar é boa com pouca ocorrência de defeitos, mas com tendência ao aparecimento de rachas de topo. E em estufa é muito rápida podendo ocorrer rachaduras e encanoamento moderados e forte endurecimento superficial, devendo-se seguir um programa de variação de temperaturas com escalonamento para perda de umidade.
Durabilidade natural: apresenta durabilidade moderada ao ataque de organismos xilófagos (fungos e insetos), entretanto apresenta baixa resistência ao ataque de cupins. A durabilidade desta madeira é inferior a 12 anos de serviço em contato com o solo.
Tratabilidade: madeira moderadamente difícil a difícil de tratar com poros parcialmente obstruídos por óleo-resina e tilos, apresentando retenções de preservativo oleossolúvel, estes devem ser de baixa permeabilidade entre 200 kg/m³ e 300 kg/m³ ou abaixo de 100 kg/m³ com tratamentos sob pressão.

### Propriedades
A madeira de freijó pode ser classificada como de peso médio, baixa retratibilidade e média resistência mecânica.

#### Físicas
Densidade de massa (ρ):
- aparente verde (ρverde): 920 kg/m³
- aparente a 15% de umidade (ρap,15): 590 kg/m³
- básica (ρbásica): 480 kg/m³

Contração de saturada a seca em estufa:
- Radial: 3,2%
- Tangencial: 6,7%
- Volumétrica: 9,1%

#### Mecânicas
Flexão
- Resistência - FM:
  - Madeira verde: 79,9 MPa
  - Madeira seca (15% de umidade): 93,7 MPa
- Módulo de Ruptura:
  - verde: 65,0 MPa
  - seca: 95,2 MPa
- Módulo de elasticidade:
  - verde: 8.500 MPa
  - seca: 11.101 MPa
- Limite de proporcionalidade:
  - verde: 34,4 MPa

Compressão
- Resistência – Fc0:
  - Madeira verde: 36,6 MPa
  - Madeira seca (15% de umidade): 27,9 MPa
- Módulo de Ruptura Axial (paralela às fibras):
  - verde: 32,8 MPa
  - seca: 51,7 MPa
- Módulo de elasticidade:
  - verde: 14.631 MPa
- Limite de proporcionalidade:
  - verde: 27,9 MPa
- Coeficiente de influência de umidade: 3,2%

Outras propriedades mecânicas
- Resistência ao impacto na flexão (choque) – madeira a 15% de umidade – Trabalho absorvido: 27,5 J
- Cisalhamento – madeira verde – 8,3 MPa
- Dureza Janka – madeira verde – 3.932 N
- Tração normal às fibras – madeira verde – 4,2 MPa
- Fendilhamento – madeira verde – 0,5 MPa

Resultados de acordo com Norma ABNT MB/2653 - NBR 6230/85 e dados do IBAMA

## Usos
Paisagismo:
- Arborização Urbana: praças e parques

Construção Civil:
- Leve em esquadrias: portas, venezianas, caixilhos.
- Leve interna estrutural: ripas, caibros.
- Leve interna, decorativa: lambris, painéis, molduras, guarnições, forros.

Mobiliário:
- Alta qualidade: móveis finos e decorativos.

Outros usos:
- Folhas faqueadas decorativas, laterais de escadas, degraus de escadas extensíveis, artigos de esportes e brinquedos, instrumentos musicais ou parte deles, moldes, peças torneadas, adornos e outros objetos de decoração, hélices e estruturas aeronáuticas, tanto de aeronaves experimentais (substituindo a sitka e o "spruce" comum nos EUA) como reposição de componentes de aeronaves antigas. Seu uso aeronáutico é homologado pelo CPT. Algumas aeronaves tradicionais brasileiras como o paulistinha têm largo emprego de freijó em sua estrutura.

## Técnicas de Plantio
Para o beneficiamento das sementes é necessário colher os frutos diretamente da árvore quando iniciarem a queda espontânea. Em seguida deixá-los ao sol para secarem e facilitar a eliminação das pétalas secas aderidas ao fruto através de esfregação manual, não eliminando porém as sépalas que ficam aderentes ao fruto. A retirada das sépalas, bem como das sementes que ficam no interior dos frutos é praticamente impossível, podendo ser plantadas como se fossem verdadeiras sementes. 

A quebra da dormência dos frutos com cálice aderente é feita da seguinte maneira: os frutos devem ser postos para germinar logo que colhidos em canteiros com substrato organo-arenosos cobertos com camada fina de substrato, em área semi-sombreada. Regando-se duas vezes ao dia. Da germinação ao final do primeiro mês a muda deverá atingir cerca de 30 cm. 

As mudas estão prontas para plantio definitivo aos 4-5 meses. Alcança 3m em 2 anos. Aos 4 anos de idade, o incremento médio anual em altura será aproximadamente 2m e o diâmetro 2,50 cm. 

Embora com alto conteúdo de informações para diversos programas de plantações, existe dificuldade de se estabelecer áreas para a produção de sementes em grandes quantidades, o que tem impedido sua utilização por parte das empresas. A dificuldade está tanto na coleta de sementes como na produção de material vegetativo para um programa de produção clonal. Variabilidade fenotípica quanto á forma, inserção de ramos, comprimento de internódios, entre outros, associada a diferentes condições de plantios, sugere ser a espécie promissora quanto ao melhoramento genético.